# Hugo van der Goes
Hugo van der Goes (Gent, 1440. körül — Brüsszel, 1482.) flamand festő és grafikus, a korai németalföldi festészet vezető mestere.

## Élete, munkássága
Születésének, halálának pontos időpontja bizonytalan. Annyi bizonyos, hogy a 15. században élt és alkotott. A genti festő céh tagja lett és vezető szerepet töltött be Gent város művészeti életében. Szinte megszállottan törekedett arra, hogy elődjeit meghaladja, s a festészetet megújítsa. Ez fényesen sikerült is neki. Már Krisztus siratása című korai művén a finom festési mód (arányos kompozíció, világos rajz, térhatás érzékeltetése) az alakok lelki világának differenciált ábrázolásával párosult. 
Festési technikájának fejlődését és az embertípusok ábrázolásának képességét jól mutatják nagy oltárképei, köztük az okirattal is hitelesített műve, a firenzei Uffizi-be került szárnyas-oltár, amelyet tőle 1470 körül rendelt meg Tommaso Portinari firenzei származású bankár a firenzei Sta Maria Nuova-kórház temploma számára. A Portinari oltárkép nagy középső képe Jézus imádását ábrázolja a Madonnával, az angyalokkal és a pásztorokkal. Flandriában, majd Itáliában is csodálatot váltott ki ez a triptichon. 

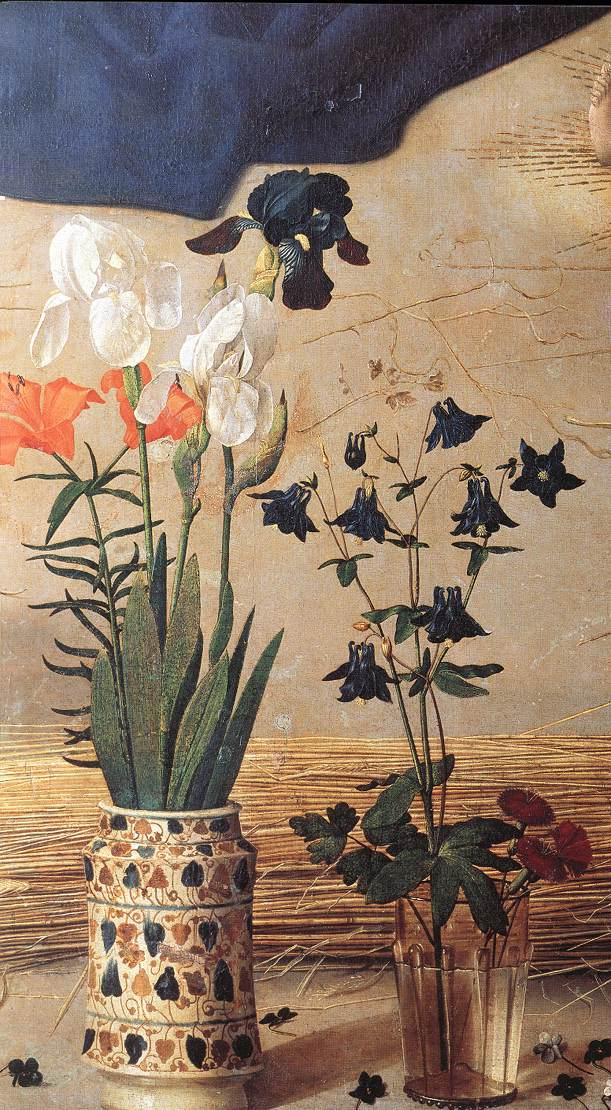
Részlet a Portinari oltárból

Ezen kép előtt még nem lehetett találkozni olyan Madonna-ábrázolással, amely ennyire nőies, kifinomult, egyszerű, s teljes egészében érzelmeket sugárzó lett volna. Csodálatra méltó a hódolatát kifejező három pásztor együttese, akiknek minden egyes alakja külön jellemzést nyer Van der Goes által. Az idős ember mosolya édesen árad el az évek dúlta arc vonásain, a fiatal pásztor a megtestesült kétség, hűvösen tamáskodó tekintete ellentmond kezei mozdulatának, a középkorú pásztor rajongása pedig szinte határtalan. Az oltár középső képének előterében a gyönyörű csendélet a vallási szimbólumokat jelképezi, a két vázában levő virág mögött a köteg búza az utolsó vacsora szimbóluma, ahol Jézus megtörte a kenyeret; az egyik vázában a fehér írisz a tisztaságot jelképezi, a vörös liliom a vért, a másik vázában a lila írisz a Szűzanya hét bánatára utal, a szegfű pedig a Szentháromság szimbóluma.
Ezen a képen, s további képein is egyéni felfogású, alakjaiban kitűnően jellemzett, tartalmas alkotásaival messze kiemelkedett a Van Eyck-testvéreket követő kortársak közül. Széles ecsetkezelésével, naturalizmusával, nagy formátumú képeivel túllépett az egész ó-németalföldi festészet miniatúraszerű kötöttségén. 

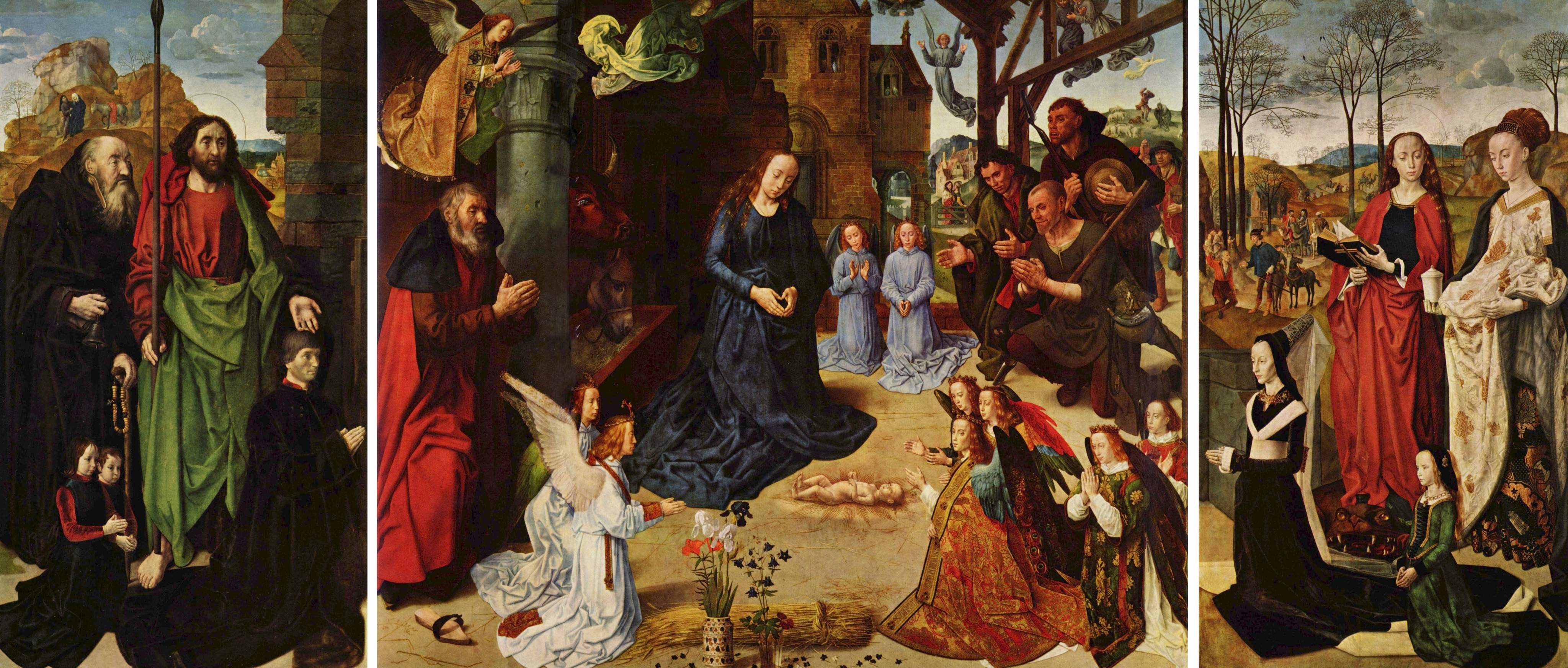
Portinari oltár (1476–78, Uffizi, Firenze)

A Portinari oltár hatott a firenzei festőkre is, köztük Ghirlandaióra. Királyok imádása, Pásztorok imádása című képei is mutatják tartalmas realizmusát. A középkor áttörését jelzi utolsó nagy mozgalmas alkotása, a Szűzanya halála a tizenkét apostollal megfestve. Mind a kompozícióteremtés, mind a figurális ábrázolás, ezen belül a jellemek ábrázolása erős oldala volt, kitűnt portréival is.
Az 1470-es évek közepén önként vonult be a Brüsszel melletti Vörös-kolostorba, megfáradt és bűntudat gyötörte. A prior zenét hallgattatott vele, s így próbálta nyugtalanságát enyhíteni, nyugalmasabb időszakaiban mindig festett és fogadta barátait is.

## Galéria

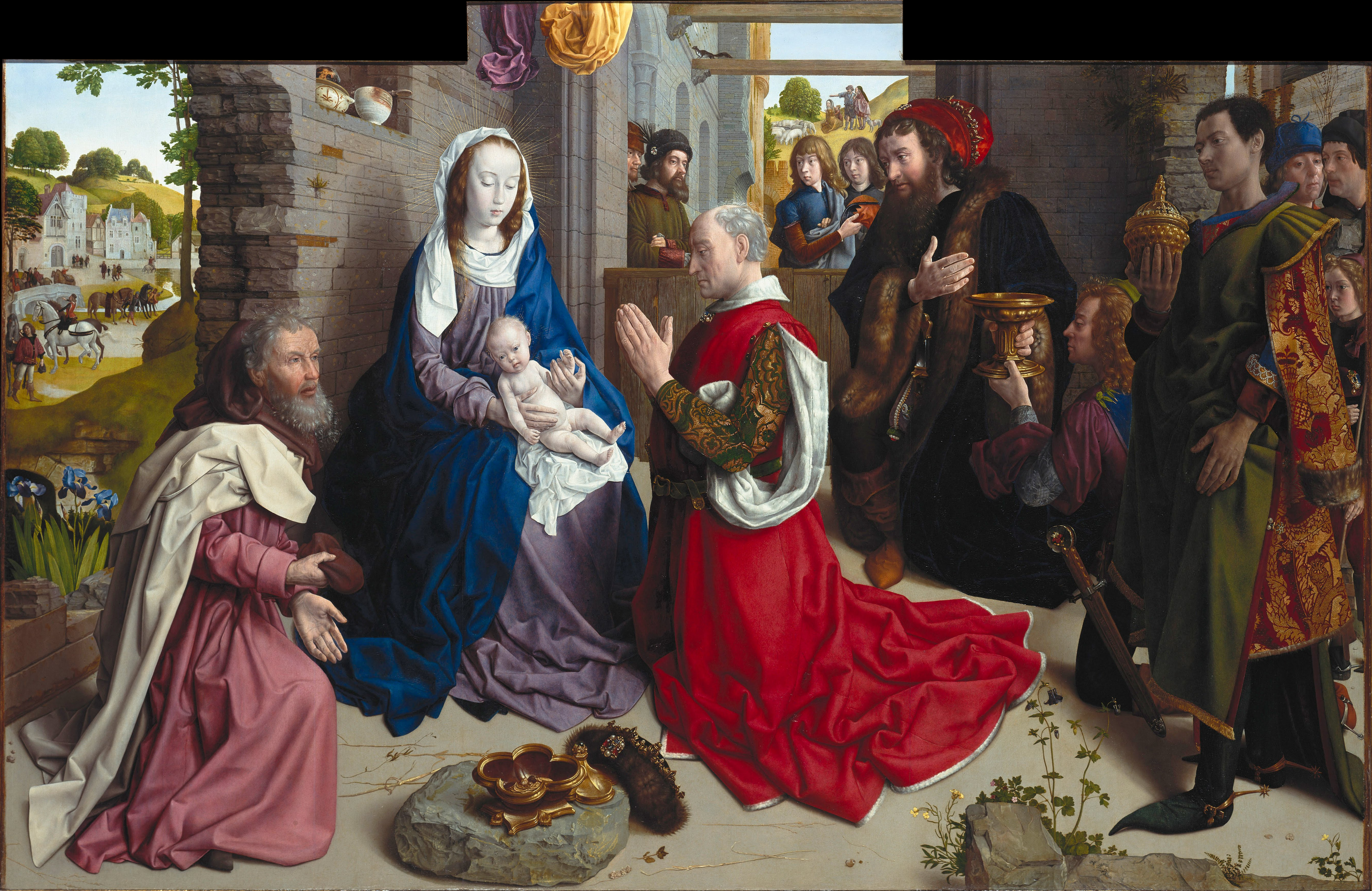
Királyok imádása (1470 körül, Gemäldegalerie (Berlin))
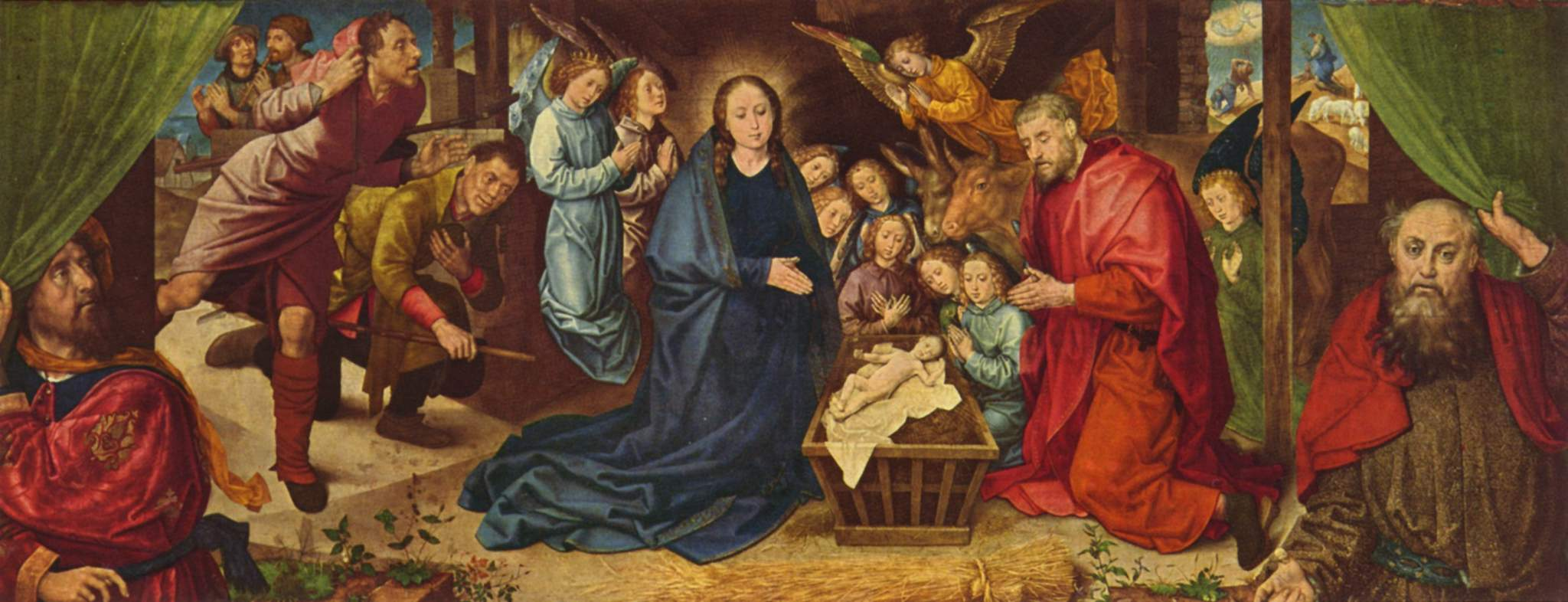
Pásztorok imádása (1480 körül; Gemäldegalerie, Berlin)
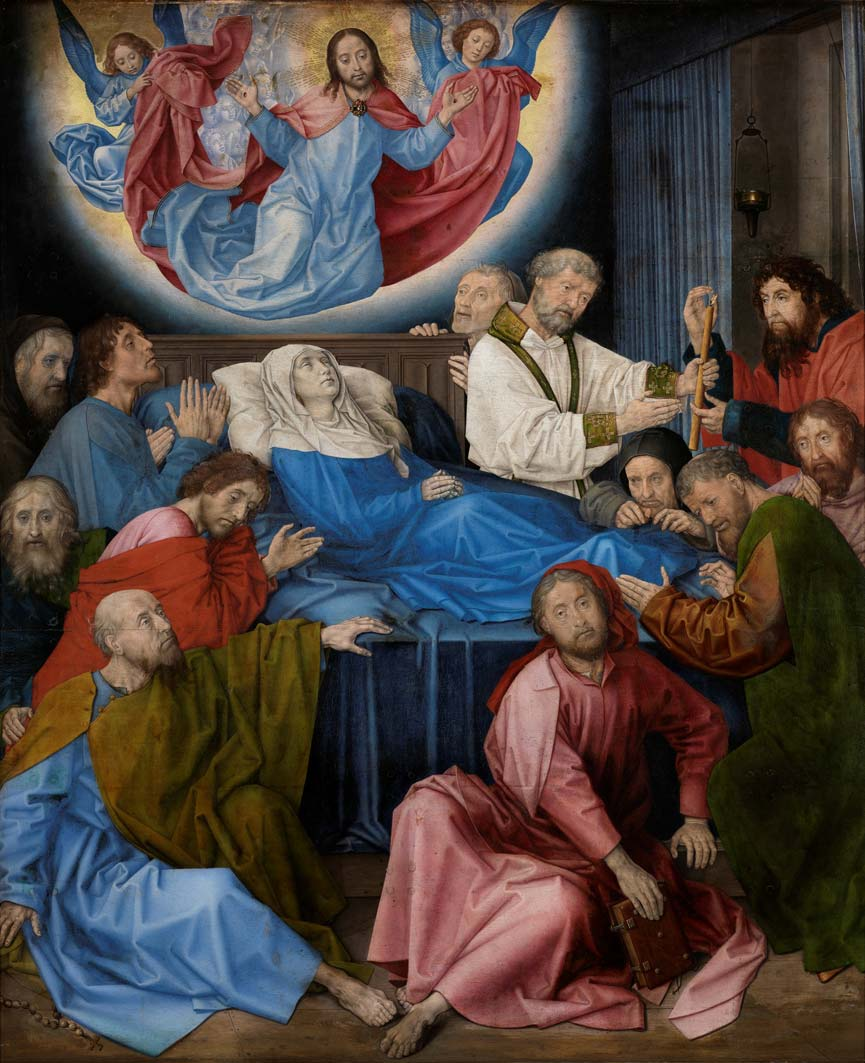
A Szűzanya halála (oltárkép, olaj, fa, 146,7 x 121,1 cm; Groeningemuseum, Brugge, 1480 körül)
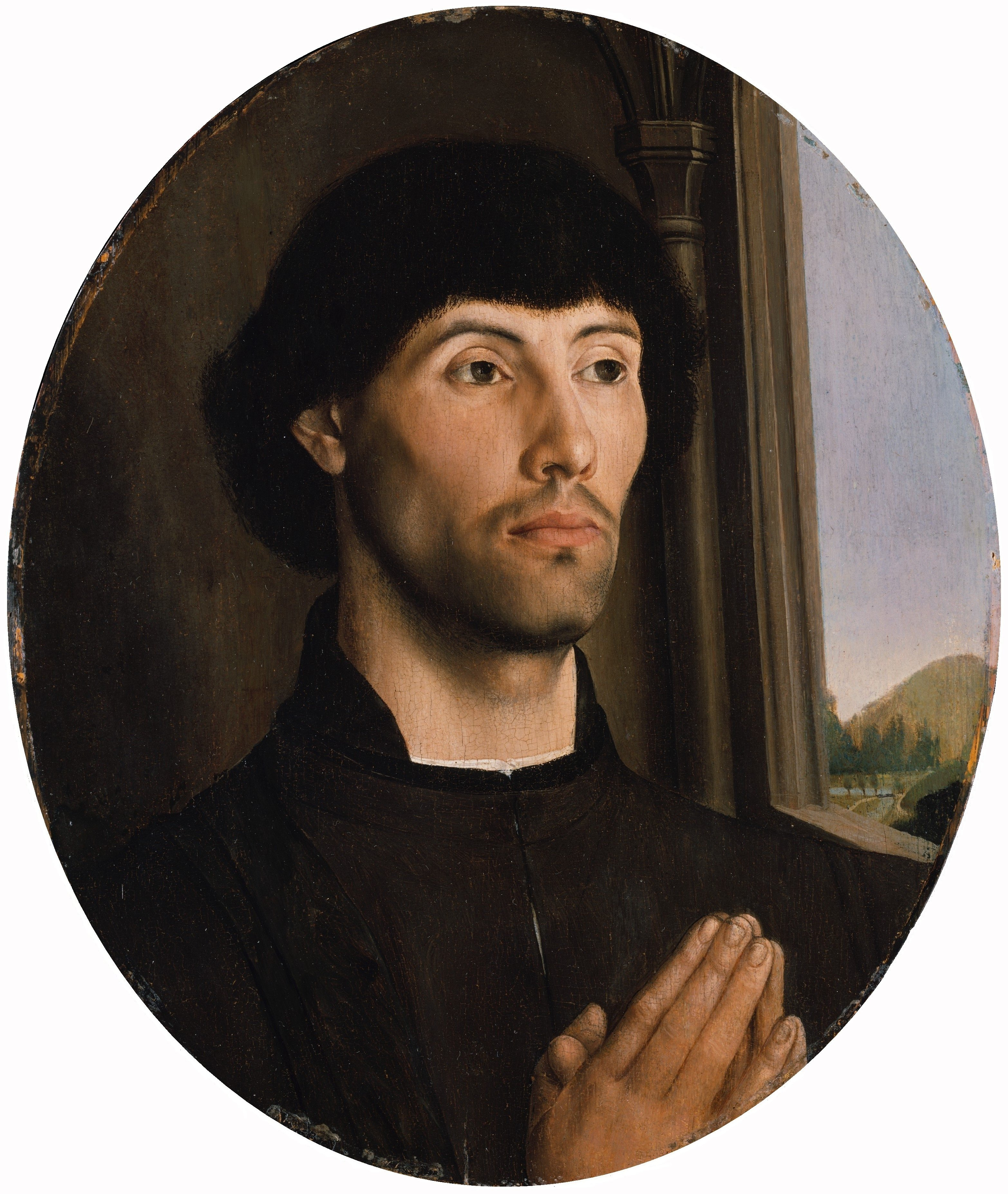
Férfi portréja (1480 körül; Metropolitan Művészeti Múzeum, New York)
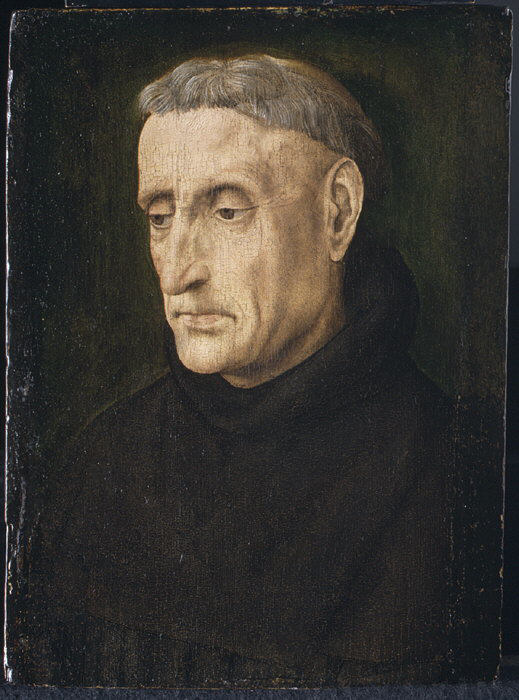
Egy szerzetes portréja (1478 körül; Metropolitan Művészeti Múzeum, New York)